# Marie-Joseph-Camille Doré
Marie-Joseph-Camille Doré (La Rochelle, 14 de enero de 1831-París, 7 de marzo de 1888) fue un capitán (Lieutenant de Vaisseau) de la marina francesa en el siglo XIX.
Doré luchó en la Guerra de Crimea, donde, a los 24 años recibió la Legión de Honor por sus méritos.
De regreso en La Rochelle, fue designado para ser el capitán de Plongeur, el primer submarino en el mundo en ser equipado con propulsión mecánica. Lideró a los experimentos en la navegación del submarino en los años 1863 y 1864.
Después de este período, Doré dejó la Marina para convertirse en el jefe de École navale de la marine marchande (Escuela Naval para la navegación comercial), con sede en Sète en el Mediterráneo.
Durante la Guerra Franco-Prusiana, Doré ofreció al Ministerio de Marina para volver a poner en funcionamiento a Plongeur, pero su oferta fue rechazada.
- Datos: Q681094